# Motion blur

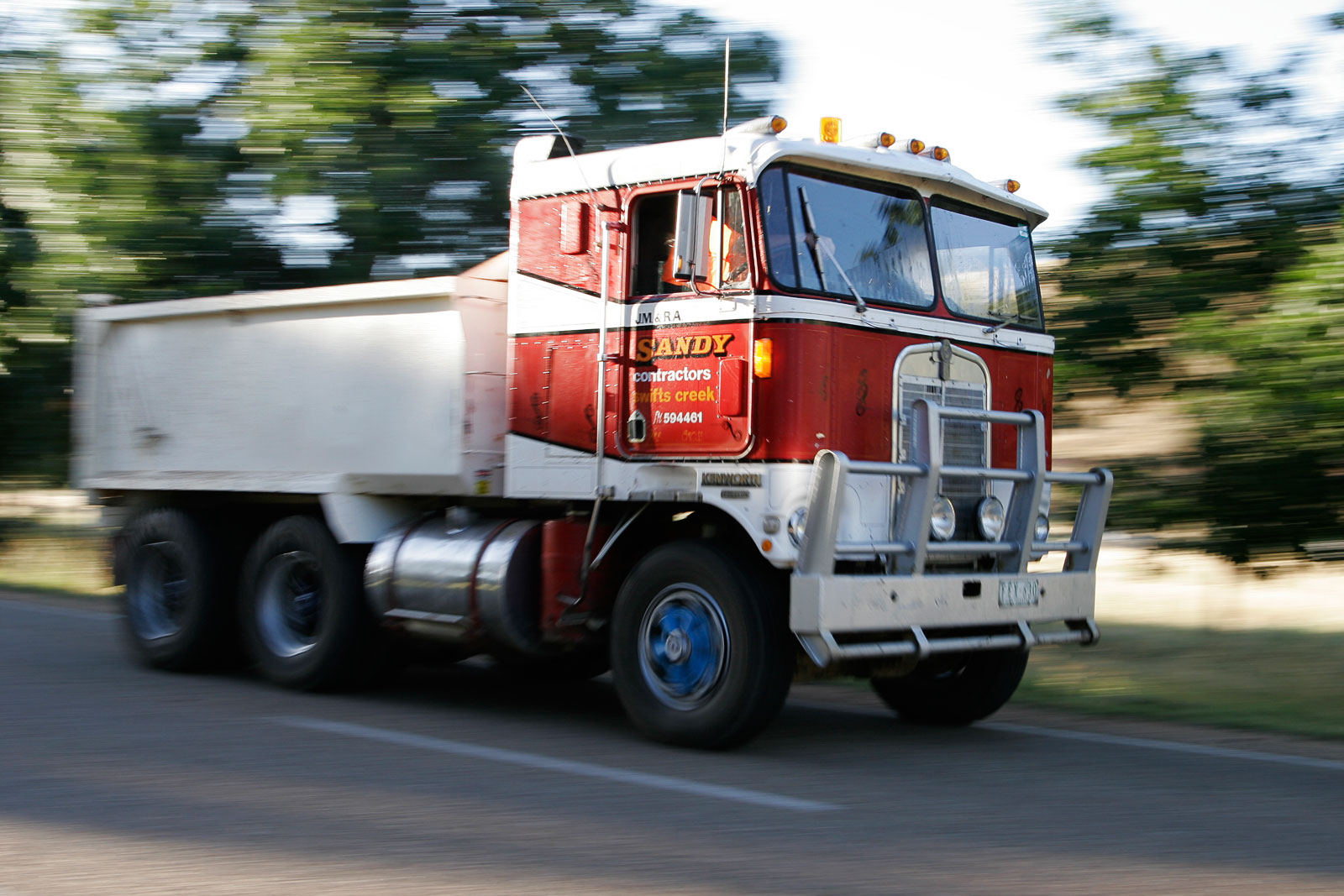
Розмиття зображення (motion blur) на прикладі фотографії вантажівки. Застосування ефекту на задньому плані ілюстрації створює відчуття швидкості.

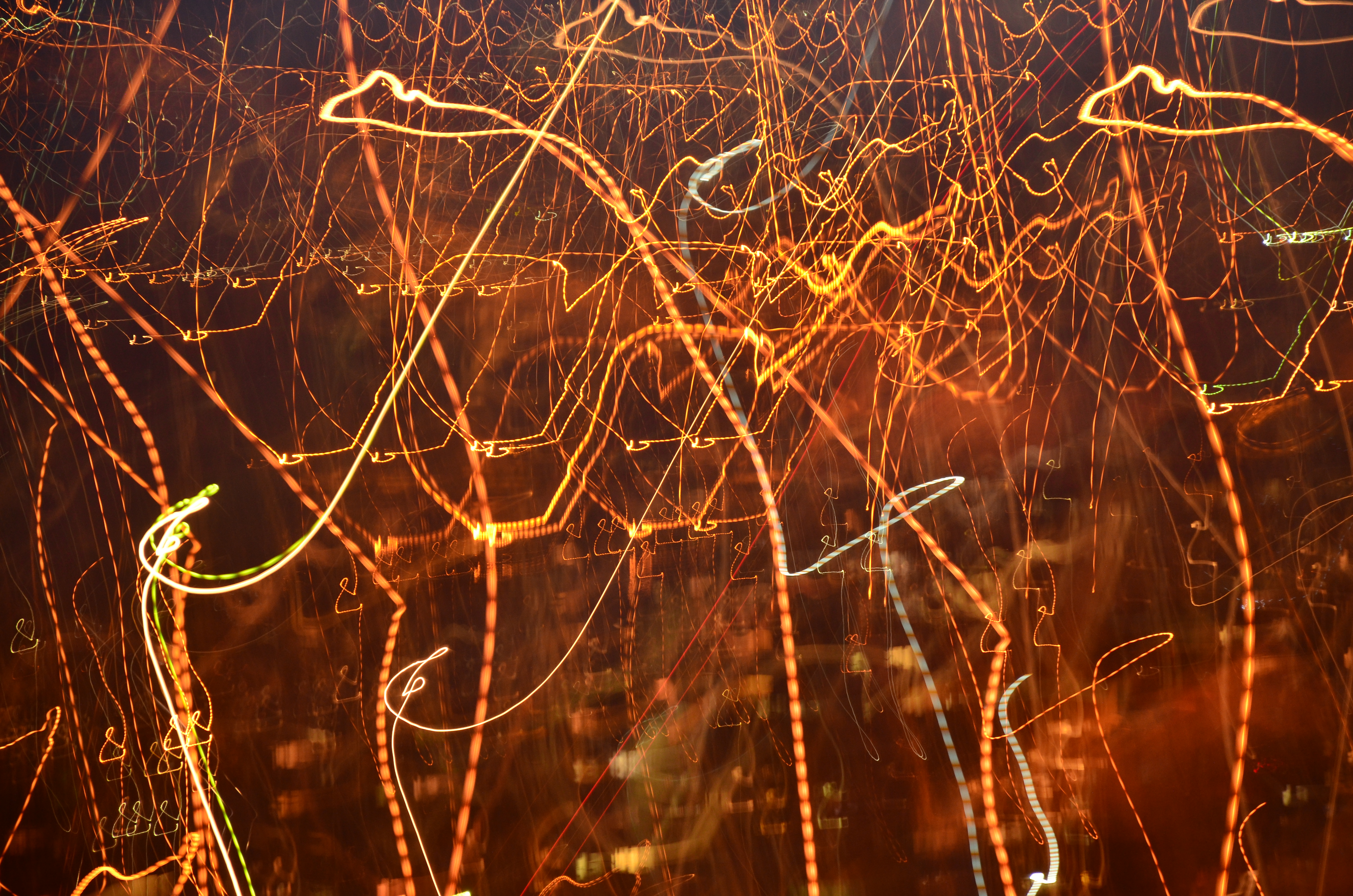
Ефект розмиття фотографії під час руху фотоапарата при довгій витримці

Motion blur (вимовляється: Моушн блер) — розмиття зображення при відтворенні сцен руху або швидко рухомих об'єктів.

## У фотографії
У фотографії, цей ефект проявляється як артефакт під час фотографування об'єктів, що швидко рухаються в кадрі, і полягає в тому, що об'єкт змазується; втрачає свою різкість і виділяється на загальному фоні. Також цей ефект може з'явитися, якщо при експонуванні різко змістити камеру. Іноді цей «артефакт» досягається фотографами свідомо, для надання більшої динамічності кадру.

## У кіно і комп'ютерних іграх
У кіно і комп'ютерних іграх «motion blur» використовується для додання якого-небудь особливого значеннєвого навантаження до сцени, звернути увагу глядача на конкретний предмет і надати зображенню динаміку, таким чином, підкресливши швидкість того, що відбувається.
Деякі ігри, такі як автосимулятор «Need for Speed: Underground», здійснюють «змазування» зображення по краях для надання «ефекту швидкості» автомобілю, що мчить на величезній швидкості.